# Коронован певец
Коронован певец (Phylloscopus coronatus) е вид птица от семейство Phylloscopidae.

## Разпространение и местообитание
Разпространен е във Виетнам, Индонезия, Камбоджа, Китай, Лаос, Малайзия, Мианмар, Русия, Северна Корея, Сингапур, Тайланд, Южна Корея и Япония.